# Conjunto cerrado
En topología, un conjunto cerrado es el complemento de uno abierto.
Una propiedad importante de los conjuntos cerrados es que toda sucesión convergente definida en un conjunto cerrado converge a un valor del conjunto.

## Definición
Más formalmente, dado un espacio topológico (X,T), F es un conjunto cerrado en X si y solo si X\F es un elemento de la topología T, es decir, si X\F es abierto.
La noción de conjunto cerrado se define arriba en términos de conjuntos abiertos, un concepto que tiene sentido para los espacios topológicos, así como para otros espacios que lleven estructuras topológicas, tales como espacios métricos, variedades diferenciables, espacios uniformes, y espacios de gauge.
Una caracterización alternativa de conjuntos cerrados es posible vía sucesiones. Un subconjunto F de un espacio topológico (X,T) es cerrado en X si y sólo si contiene a todos sus puntos límite, es decir, el límite de toda sucesión de puntos de F converge. Una importancia de esta caracterización es que puede ser utilizada como definición en el contexto de los espacios de convergencia, que son más generales que los espacios topológicos. Nótese que esta caracterización también depende del espacio referencial X porque el que una sucesión converja o no en X depende de qué puntos están presentes en él.
Una manera equivalente de definir a un conjunto cerrado es diciendo que «un conjunto es cerrado si y sólo si es igual a su clausura topológica», que es el conjunto cerrado más pequeño que contiene a un conjunto. Hay un comportamiento dual entre los abiertos y los cerrados de una topología T:
- la unión de una cantidad arbitraria de abiertos de T es abierta; la intersección de una cantidad cualquiera de cerrados es cerrada
- la intersección de una cantidad finita de abiertos de T es abierta; la unión de una cantidad finita de cerrados es cerrada.

## Ejemplos
La noción de cerrado depende del concepto de «exterior», el espacio circundante con respecto al cual se toma el complemento. Por ejemplo, el intervalo unidad [0,1] es cerrado en los números reales, y el conjunto [0,1] ∩ Q números racionales entre 0 y 1 (inclusivo) es cerrado en el espacio de los números racionales, pero [0,1] ∩ Q no es cerrado en los números reales.
Algunos conjuntos no son ni abiertos ni cerrados, por ejemplo el intervalo semiabierto [0,1) en los números reales. Además, siempre existen conjuntos que son abiertos y cerrados a la vez (llamados clopen): el vacío y la totalidad del espacio. Un espacio es conexo si y solo si estos dos son los únicos conjuntos clopen.

## Propiedades
Cualquier intersección de conjuntos cerrados es cerrada, y cualquier unión finita de conjuntos cerrados es cerrada. Además, el conjunto vacío y el espacio entero X son cerrados en X. De hecho, dado un conjunto X y una colección F de subconjuntos de X que tiene estas propiedades, entonces F será la colección de los conjuntos cerrados para una topología única sobre X. 
La propiedad de la intersección también permite construir la clausura de un conjunto A en un espacio X como la intersección de todos los conjuntos cerrados que contienen a A. Es el subconjunto cerrado más pequeño de X que es un sobreconjunto de A. 
Hemos visto varias veces que el que un conjunto sea cerrado es relativo; depende del espacio en que está sumergido. Sin embargo, los espacios compactos de Hausdorff son «absolutamente cerrados» en cierto sentido. Para ser exacto, si se sumerge un espacio compacto de Hausdorff K en un espacio arbitrario de Hausdorff X entonces K será siempre un subconjunto cerrado de X: el «espacio circundante» no importa aquí. De hecho, esta propiedad caracteriza los espacios compactos de Hausdorff. La compactificación de Stone-Čech, un proceso que convierte a un espacio totalmente regular de Hausdorff en un espacio compacto de Hausdorff, se puede describir como adjuntar al espacio límites de ciertas redes no convergentes.